# Craig (motorfiets)
De Craig was een van de eerste motorfietsen in het Verenigd Koninkrijk.
De heer Craig bouwde deze motorfiets in 1896 in Putney (Londen). Ze had een 1pk-motor met een automatische inlaatklep, een massief vliegwiel en een watergekoelde cilinderkop. Deze motor was in een fietsframe gebouwd, waarbij de framebuizen als radiateur dienstdeden. Het achterwiel werd aangedreven door een ketting en door de relatief kleine wielen leek de motorfiets langer te zijn dan hij werkelijk was.
Craig reed zijn motorfiets in november 1896 op "Emancipation Day", de dag dat de afschaffing van de Red Flag Act werd gevierd met de Emancipation run. Daarna verkocht hij de machine. 